# Ponzano Monferrato
Ponzano Monferrato é uma comuna italiana da região do Piemonte, província de Alexandria, com cerca de 404 habitantes. Estende-se por uma área de 11 km², tendo uma densidade populacional de 37 hab/km². Faz fronteira com Castelletto Merli, Cereseto, Mombello Monferrato, Moncalvo (AT), Serralunga di Crea.

## Demografia
| Variação demográfica do município entre 1861 e 2011                               |
|                                                                                   |
| Fonte: Istituto Nazionale di Statistica (ISTAT) - Elaboração gráfica da Wikipedia |